# Sundown-Festival

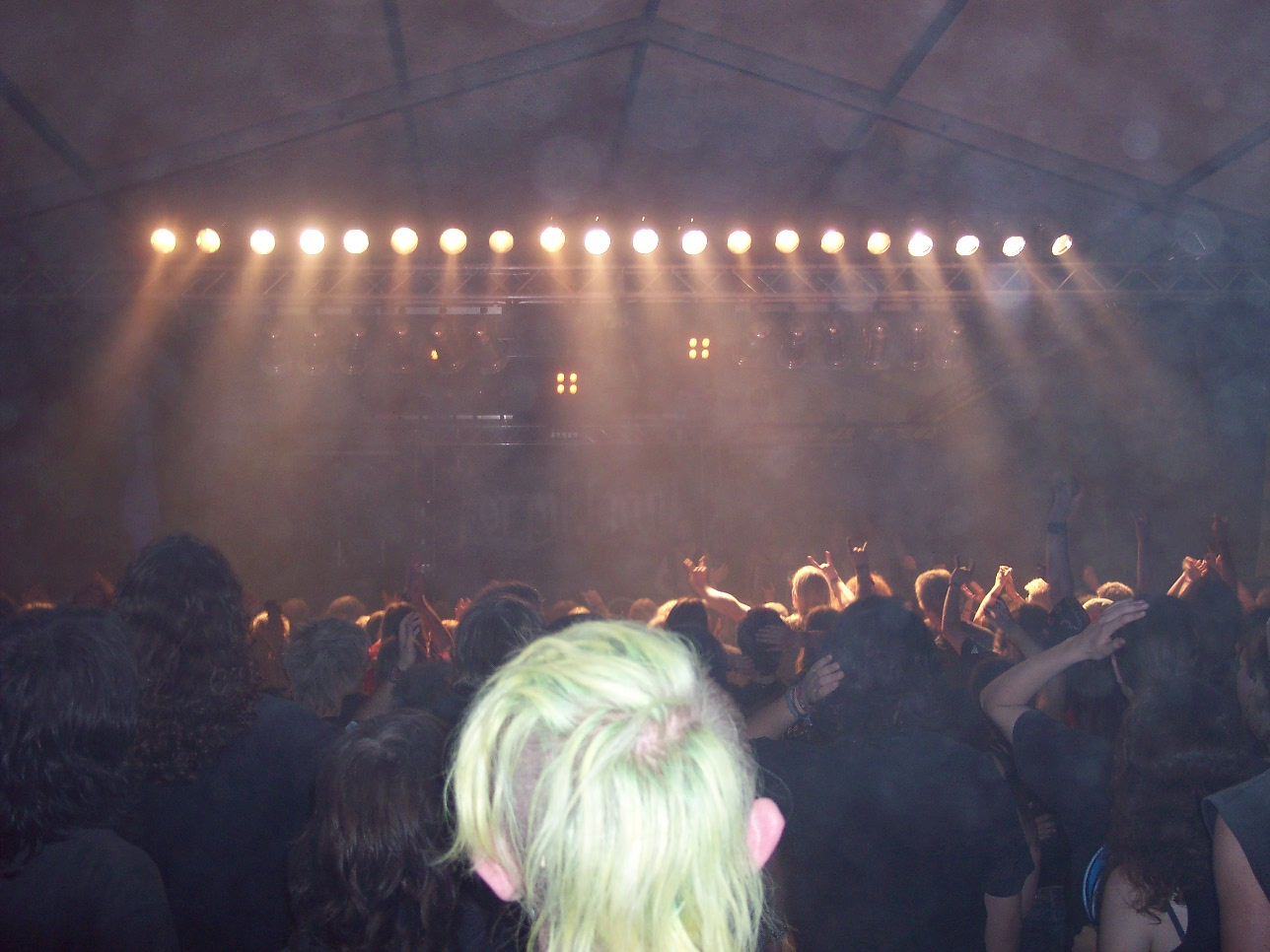
Sundown Festival 2007

Das Sundown-Festival war ein Metal-Musikfestival, das jährlich von 2004 (mit Ausnahme 2006) bis 2009 im Nordosten von Baden-Württemberg stattfand.

## Das Festival
Das Festival dauerte einen oder zwei Tage, an denen bis ca. 1500 (Stand 2009) Besucher auf dem Gelände gezählt wurden. Das Festivalgelände war initial die Körhalle in Gaildorf. In den Folgejahren fand das Festival teils auch im etwa 20 km entfernten  Abtsgmünd statt.
Die Bandbreite der Bands erstreckte sich von Alternative Rock, Heavy Metal, Grindcore, Power Metal bis hin zu Death Metal. 

## Bands
Eine Reihe bekannter Bands spielten auf dem Festival, unter anderem:
- 2004: Alev, Bloodflowerz, Die Apokalyptischen Reiter, Ektomorf, End of Green, Excrementory Grindfuckers, Opposition of One, Psychopunch
- 2005: Ektomorf, Betzefer, Justice, Equilibrium, The Duskfall, Graveworm, Primordial, Rage, Synus, By Night, Deadlock, Disbelief
- 2006: Festival fand in diesem Jahr nicht statt.
- 2007: Ensiferum, Heaven Shall Burn, Vader, Korpiklaani, Volbeat, Nim Vind, Born from Pain, Shadow Reichenstein, Bloodflowerz, Undertow, Transilvanian Beat Club, Deep Eynde, Nme.Mine, Excrementory Grindfuckers, Perzonal War, Stereo.Pilot, Ear-Shot, Karma.Connect, Saw
- 2008: Sodom, Pain, Disbelief, Delain, Deadlock, Dying Julia, Cadaveres, Hackneyed, Charon's Call
- 2009: A.O.D., Ear-Shot, End of Green, Equilibrium, Fear My Thoughts, Lake of Tears, Livid Halcyon, Neaera, Powerwolf, Rage, The Bullet Monks, The Cumshots, The New Black, Undertow, Wolfchant